# Else Hirsch
Else Hirsch (Bützow, Mecklenburg-Schwerin, 29 de juliol de 1889 - Gueto de Riga, ¿? 1942 o 1943) va ser una professora jueva a Bochum, Alemanya, i membre de la Resistència alemanya contra el Tercer Reich. Va organitzar transports de nens jueus als Països Baixos i Anglaterra, salvant-los de la deportació nazi als camps de concentració i de la mort. Hirsch va morir al gueto de Riga, als 53 o 54 anys.

## Biografia
Hirsch va venir de Berlín a Bochum a finals de 1926 i hi va viure amb la seva mare. Havia fet un examen per graduar-se com a mestra de nens més grans, però estava a l'atur i li van assignar (obligadament) una escola jueva. Al principi no n'estava satisfeta, d'això, però aviat es va dedicar a la seva feina. En el temps lliure, Hirsch va treballar al Club de Dones Jueves de Bochum i va donar classes d'hebreu a les noies fins que aquestes activitats van ser aturades pels nazis a la tardor de 1933.
L'octubre de 1937 va fer un curs d'anglès a la Reichsvertretung der Deutschen Juden [Representación en el Reich dels jueus alemanys] de Berlín perquè aquells que poguessin emigrar tinguessin nocions d'anglès. Va viatjar a Palestina el juny de 1938.
L'11 de novembre de 1938, durant la Nit dels vidres trencats, la sinagoga de Bochum va ser incendiada. L'escola jueva també va ser destruïda per les SA, una «secció d'assalt» del Partit Nacional Socialista. Després, tots els representants oficials de la comunitat jueva van ser deportats. Hirsch va lluitar perquè l'escola tornés a obrir, però només va romandre oberta una estona. Va començar a organitzar transports per a nens i adolescents d'acord amb la Reichsvertretung jueva. Entre desembre de 1938 i agost de 1939, va organitzar deu transports infantils als Països Baixos i Anglaterra. Hirsch es va encarregar de tots els preparatius del viatge, omplint formularis llargs, registrant els nens, reunint els documents necessaris, enviant papers a Londres, obtenint visats de sortida, reservant seients als trens, comprant els bitllets i mantenint-se en estret contacte amb els pares.
Es va quedar amb els alumnes restants com a única mestra jueva fins que l'escola va tancar, al setembre de 1941. L'emigració dels jueus va ser prohibida després de 1941. A finals de gener de 1942, Hirsch i alguns dels seus alumnes van ser deportats al gueto de Riga. Un alumne supervivent informa que durant un temps va continuar ensenyant als nens. També organitzava àpats per a persones debilitades i gent gran. L'última vegada que l'estudiant supervivent la va veure, estava recollint ortigues i fulles de dent de lleó per cuinar com a verdures per a la gent gran. Va ser assassinada el 1942 o el 1943.

## Cita
Hirsch va escriure a l'àlbum de poesia d'un alumne: "No jutgeu el valor dels homes / després d'un sol cop d'ull / Per sobre no hi ha més que ondulacions / per sondar, cal cavar profundament".

## Llegat i memòria
Carrers de Bochum i Bad Lausick porten el seu nom. I l'escola de la seva ciutat es diu Else Hirsch. Hi ha un stolperstein per a Hirsch a Huestraße, 28, a Bochum, Alemanya, on ella va ensenyar des de 1927 fins a 1941.